# Thì quá khứ bất định
Thì quá khứ bất định (tiếng Anh: aorist) là một thì động từ dùng để thể hiện các sự kiện đã diễn ra trong quá khứ, tương tự như thì quá khứ (preterite). Tiếng Hy Lạp cổ đại và ngữ pháp các ngôn ngữ Ấn-Âu khác hoặc các ngôn ngữ ảnh hưởng đến ngữ pháp của ngữ hệ này (v.d. tiếng Ba Tư trung đại, tiếng Phạn, tiếng Armenia, nhóm ngôn ngữ Slav Nam, tiếng Gruzia, tiếng Pashto, v.v.) có thì này.
Tên gọi của thì này bắt nguồn từ ἀόριστος (aóristos, "bất định") trong tiếng Hy Lạp cổ đại, vì nó là thì quá khứ chính (không được đánh dấu) của động từ nên không có hám ý thể chưa hoàn thành hay đã hoàn thành nào cả. Thay vào đó thì này thể hiện một hành động "thuần túy và đơn giản".